# Skräckuggla
Skräckuggla (Asio solomonensis) är en fågel i familjen ugglor inom ordningen ugglefåglar.

## Utseende och läte
Skräckugglan är en medelstor (38 cm) robust uggla med kraftig näbb och kraftiga klor. Guldgula ögon ramas in av svart kring ögonen och tydliga gräddvita ögonbryn. Ovansidan är rostfläckigt mörkbrun med tydlig roströd och brun bandning på vingar och stjärt. Undersidan är djupt ockragul med mörkbruna längsgående strimmor. Lätet återges i serier i 10-sekundersintervaller och liknar ett spöklikt mänskligt skri som ökar i ljudstyrka och tonhöjd.

## Utbredning och systematik
Fågeln är endemisk för Salomonöarna och förekommer på Bougainville, Santa Isabel och Choiseul. Den behandlas som monotypisk, det vill säga att den inte delas in i några underarter.

### Släktestillhörighet
Skräckugglan placeras traditionellt i det egna släktet Nesasio. Genetiska studier från 2020 visar dock att den är en del av släktet Asio, alltså nära släkt med arter som jorduggla och hornuggla, och författarna till studien rekommenderar att den förs dit. Sedan 2021 följer både tongivande International Ornithological Congress och eBird/Clements dessa rekommendationer.

## Levnadssätt
Skräckugglan hittas i mestadels i högvuxen låglänt skog, på Santa Isabel upp till 800 meters höjd. Föda består huvudsakligen av kuskusar, framför allt nordlig grå kuskus (Phalanger orientalis), samt pungråttor, men även medelstora fåglar. Inte mycket är känt om dess häckningsbiologi annat än att den är lätesmässigt mest aktiv mellan juni och september på Santa Isabel, vilket tyder på att den häckar då. Boet rapporteras ligga placerat högt upp i ett stort träd, antingen i ett trädhål eller bland epifyter.

## Status och hot
Skräckugglan har en liten världspopulation bestående av uppskattningsvis endast 2 500–10 000 vuxna individer. Den tros också minska i antal till följd av habitatförlust. Internationella naturvårdsunionen IUCN kategoriserar den som nära hotad.